# Vênus de Kostenki
A Vênus Kostenki é uma estatueta de Vênus feita aproximadamente entre 30000 e 15000 a.C. e descoberta em Avdeevo, Kursk, na Rússia, no ano de 1967. A peça foi esculpida em marfim de mamute.